# António Maria Barbosa

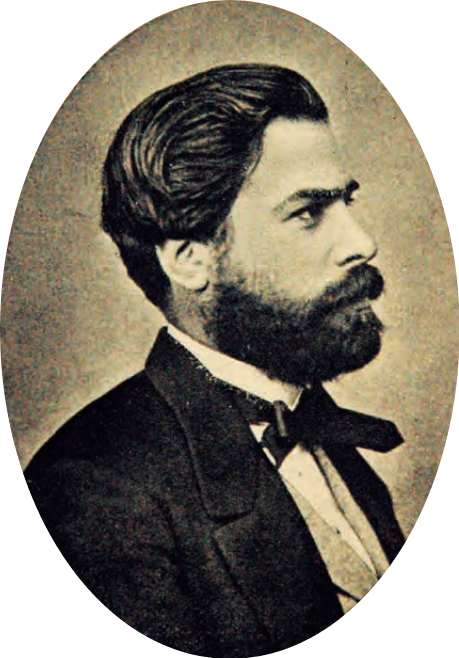
António Maria Barbosa

António Maria Barbosa (Horta, 12 de Julho de 1825 — Lisboa, 8 de Julho de 1892) foi um médico e professor catedrático de Medicina, que, entre outros títulos e honrarias, em 1885 foi nomeado como padrinho do município da Horta, tendo o seu retrato colocado no Salão Nobre dos Paços do Concelho da Horta, onde ainda se mantém. Baptizado como filho de pais incógnitos, foi mais tarde reconhecido como filho pelo desembargador Manuel Joaquim Barbosa. Foi sócio da Academia Real das Ciências de Lisboa, de que foi presidente em 1879.